# Bahnstrecke Salzgitter-Drütte–Derneburg
| DB 1923, Salzgitter-Drütte - Derneburg |                                                                                           |                                                          |                                                          |
| Streckennummer (DB): | 1923                                                                                      |                                                          |                                                          |
| Kursbuchstrecke (DB): | 352 (Braunschweig–SZ-Lebenstedt)                                                          |                                                          |                                                          |
| Kursbuchstrecke: | 184h (Lichtenberg – Derneburg 1934) 206e (Lichtenberg (Braunschw) – Derneburg (Han) 1946) |                                                          |                                                          |
| Spurweite: | 1435 mm (Normalspur)                                                                      |                                                          |                                                          |
| Streckenklasse: | D4 (SZ-Drütte – SZ-Watenstedt) C4 (SZ-Watenstedt – SZ-Lebenstedt)                         |                                                          |                                                          |
| Streckengeschwindigkeit: | 100 km/h                                                                                  |                                                          |                                                          |
| |                                                                                           |                                                          |                                                          |
| \| \| \| Strecke von Leiferde \| \| \| \| \| Strecke von Wolfenbüttel (1941–1959) \| \| \| \| 12,7 \| Salzgitter-Drütte (seit 1944[1]) \| Salzgitter-Drütte (seit 1944[1]) \| \| \| \| Strecke nach Salzgitter-Bad \| \| \| \| 14,2 \| Salzgitter-Immendorf (seit 1953) \| Salzgitter-Immendorf (seit 1953) \| \| \| 16,7 \| Salzgitter-Watenstedt (Endpunkt 1953/54) \| Salzgitter-Watenstedt (Endpunkt 1953/54) \| \| \| \| VPS Watenstedt Nord–Immendorf \| \| \| \| \| VPS Watenstedt Nord–Salzgitter-Voßpaß \| \| \| \| \| von Salzgitter Hütte Süd (VPS) \| \| \| \| 18,5 \| Salzgitter-Hallendorf (1954–?) \| Salzgitter-Hallendorf (1954–?) \| \| \| \| nach Salzgitter-Engelnstedt \| \| \| \| \| VPS „Erzbahn“ Broistedt–Calbecht \| \| \| \| 22,0 \| Salzgitter-Lebenstedt (seit 1954) \| Salzgitter-Lebenstedt (seit 1954) \| \| \| \| Streckenende nach 1984 \| \| \| \| \| Salzgitter-Bruchmachtersen (1954–1984) \| \| \| \| \| \| \| \| \| \| Salzgitter-Fredenberg (1954–1984, Reaktivierung geplant) \| \| \| \| \| \| \| \| \| \| Strecke von Braunschweig Nord (BLE) \| \| \| \| \| \| \| \| \| 25,3 \| Salzgitter-Lichtenberg (bis 1984, Reaktivierung geplant) \| Salzgitter-Lichtenberg (bis 1984, Reaktivierung geplant) \| \| \| \| \| \| \| \| 29,0 \| Salzgitter-Osterlinde (bis 1984) \| Salzgitter-Osterlinde (bis 1984) \| \| \| 33,7 \| Luttrum (bis 1984) \| Luttrum (bis 1984) \| \| \| 36,1 \| Grasdorf (bis 1984) \| Grasdorf (bis 1984) \| \| \| \| Strecke von Goslar \| \| \| \| \| Strecke von Seesen \| \| \| \| 38,1 \| Derneburg (Han) \| Derneburg (Han) \| \| \| \| Strecke nach Hildesheim \| \| |                                                                                           |                                                          |                                                          |
| Strecke |                                                                                           | Strecke von Leiferde                                     | Strecke von Leiferde                                     |
| Abzweig geradeaus und ehemals von links |                                                                                           | Strecke von Wolfenbüttel (1941–1959)                     | Strecke von Wolfenbüttel (1941–1959)                     |
| Dienststation / Betriebs- oder Güterbahnhof | 12,7                                                                                      | Salzgitter-Drütte (seit 1944)                            | Salzgitter-Drütte (seit 1944)                            |
| Abzweig geradeaus und nach links |                                                                                           | Strecke nach Salzgitter-Bad                              | Strecke nach Salzgitter-Bad                              |
| Haltepunkt / Haltestelle | 14,2                                                                                      | Salzgitter-Immendorf (seit 1953)                         | Salzgitter-Immendorf (seit 1953)                         |
| Haltepunkt / Haltestelle Streckenende | 16,7                                                                                      | Salzgitter-Watenstedt (Endpunkt 1953/54)                 | Salzgitter-Watenstedt (Endpunkt 1953/54)                 |
| Kreuzung geradeaus oben |                                                                                           | VPS Watenstedt Nord–Immendorf                            | VPS Watenstedt Nord–Immendorf                            |
| Kreuzung geradeaus oben |                                                                                           | VPS Watenstedt Nord–Salzgitter-Voßpaß                    | VPS Watenstedt Nord–Salzgitter-Voßpaß                    |
| Strecke von rechts · Strecke |                                                                                           | von Salzgitter Hütte Süd (VPS)                           | von Salzgitter Hütte Süd (VPS)                           |
| Strecke · ehemaliger Haltepunkt / Haltestelle | 18,5                                                                                      | Salzgitter-Hallendorf (1954–?)                           | Salzgitter-Hallendorf (1954–?)                           |
| Strecke nach rechts · Strecke |                                                                                           | nach Salzgitter-Engelnstedt                              | nach Salzgitter-Engelnstedt                              |
| Kreuzung geradeaus oben (Querstrecke außer Betrieb) |                                                                                           | VPS „Erzbahn“ Broistedt–Calbecht                         | VPS „Erzbahn“ Broistedt–Calbecht                         |
| Haltepunkt / Haltestelle Streckenende | 22,0                                                                                      | Salzgitter-Lebenstedt (seit 1954)                        | Salzgitter-Lebenstedt (seit 1954)                        |
| |                                                                                           | Streckenende nach 1984                                   |                                                          |
| Haltepunkt / Haltestelle (Strecke außer Betrieb) |                                                                                           | Salzgitter-Bruchmachtersen (1954–1984)                   | Salzgitter-Bruchmachtersen (1954–1984)                   |
| |                                                                                           |                                                          |                                                          |
| Haltepunkt / Haltestelle (Strecke außer Betrieb) |                                                                                           | Salzgitter-Fredenberg (1954–1984, Reaktivierung geplant) | Salzgitter-Fredenberg (1954–1984, Reaktivierung geplant) |
| |                                                                                           |                                                          |                                                          |
| Abzweig geradeaus und von links (Strecke außer Betrieb) |                                                                                           | Strecke von Braunschweig Nord (BLE)                      | Strecke von Braunschweig Nord (BLE)                      |
| |                                                                                           |                                                          |                                                          |
| Bahnhof (Strecke außer Betrieb) | 25,3                                                                                      | Salzgitter-Lichtenberg (bis 1984, Reaktivierung geplant) | Salzgitter-Lichtenberg (bis 1984, Reaktivierung geplant) |
| |                                                                                           |                                                          |                                                          |
| Bahnhof (Strecke außer Betrieb) | 29,0                                                                                      | Salzgitter-Osterlinde (bis 1984)                         | Salzgitter-Osterlinde (bis 1984)                         |
| Bahnhof (Strecke außer Betrieb) | 33,7                                                                                      | Luttrum (bis 1984)                                       | Luttrum (bis 1984)                                       |
| Haltepunkt / Haltestelle (Strecke außer Betrieb) | 36,1                                                                                      | Grasdorf (bis 1984)                                      | Grasdorf (bis 1984)                                      |
| Abzweig ehemals geradeaus und von links |                                                                                           | Strecke von Goslar                                       | Strecke von Goslar                                       |
| Abzweig geradeaus und von links |                                                                                           | Strecke von Seesen                                       | Strecke von Seesen                                       |
| Bahnhof | 38,1                                                                                      | Derneburg (Han)                                          | Derneburg (Han)                                          |
| Strecke |                                                                                           | Strecke nach Hildesheim                                  | Strecke nach Hildesheim                                  |

Die Bahnstrecke Salzgitter-Drütte–Derneburg ist eine eingleisige, nicht-elektrifizierte, normalspurige und in Teilen entwidmete Hauptbahn.
In den 1980er-Jahren wurde der Abschnitt von Salzgitter-Lebenstedt bis Derneburg stillgelegt. Endpunkt ist seitdem der Bahnhof Salzgitter-Lebenstedt. 
Aktuell (Stand: 2023) ist die Wiederherstellung der Trasse mit Halten in Salzgitter-Fredenberg und Endpunkt nördlich des überbauten Bahnhofs Salzgitter-Lichtenberg in Vorplanung.

## Verlauf

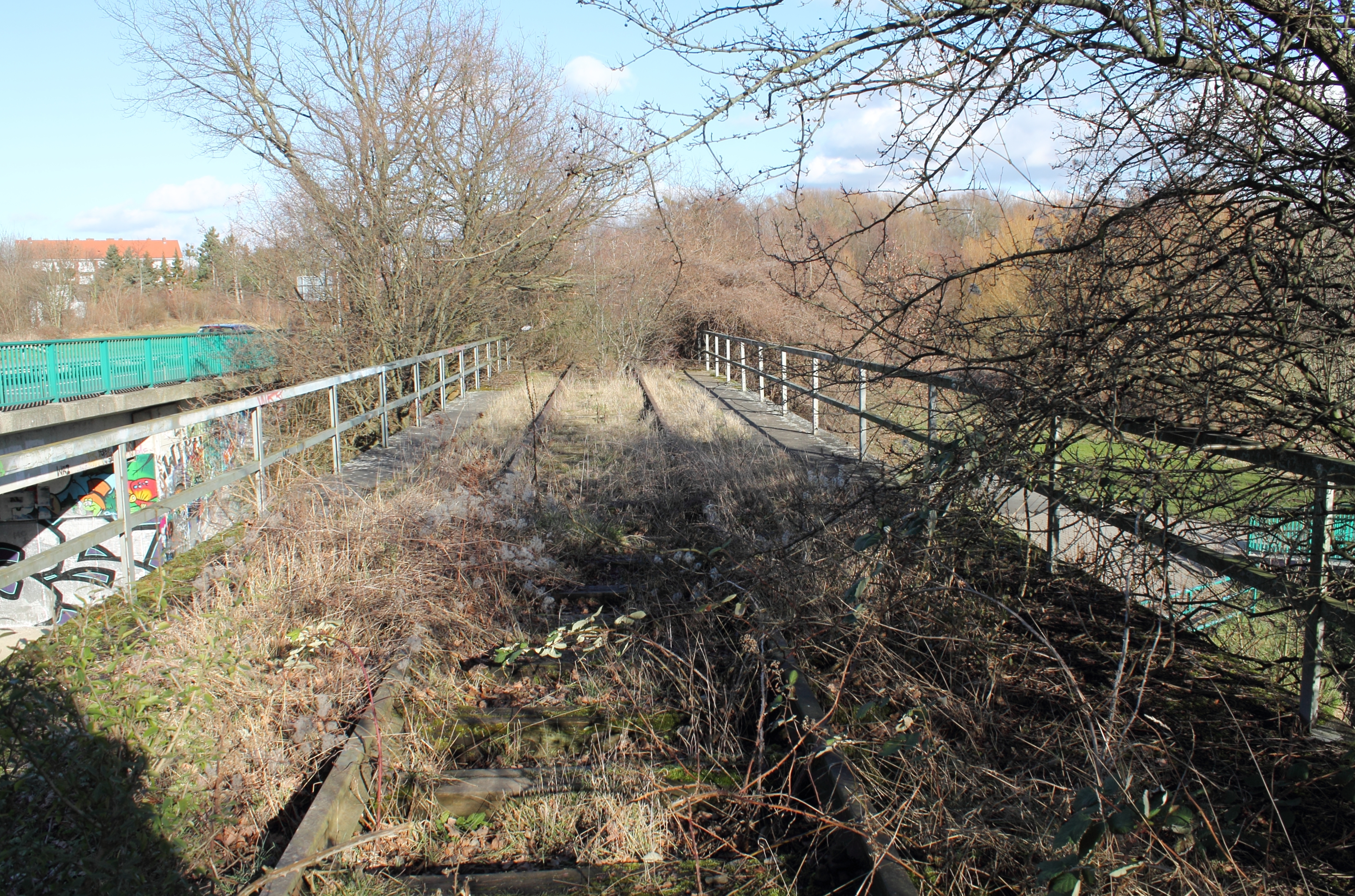
Fuhsebrücke in der Ortslage Bruchmachtersen

Die Trasse wendet sich vom Bahnhof Salzgitter-Drütte aus als Abzweigung von der Bahnstrecke Braunschweig–Salzgitter-Bad nach Westen und stellt Haltepunkte in Immendorf und Watenstedt. Westlich von Watenstedt ist die Bahnstrecke mit dem Gleisnetz der Hüttenwerke Salzgitter verbunden. Sie überquert die Güterstrecke der Verkehrsbetriebe Peine-Salzgitter, die dann ein Stück parallel verläuft. Während die Güterstrecke nach Norden abbiegt, wendet sich die Personenstrecke nach Südwesten und erreicht Lebenstedt südlich des Ortskerns. Von hier führte bis 1984 eine fast gradlinige Verbindung weiter nach Lichtenberg. Dieser Streckenabschnitt wurde auch für schwere Güterzüge trassiert und weist im Gegensatz zur ursprünglichen Strecke kaum Kurven auf.
Weiter ging es über Lichtenberg und Osterlinde, um dann wieder in südwestlicher Richtung auf Derneburg zu treffen. Dieser Streckenabschnitt war als Erschließungsstrecke im ländlichen Raum kurvenreich und machte größere Umwege. Sie ließ nur geringe Geschwindigkeiten zu.

## Geschichte

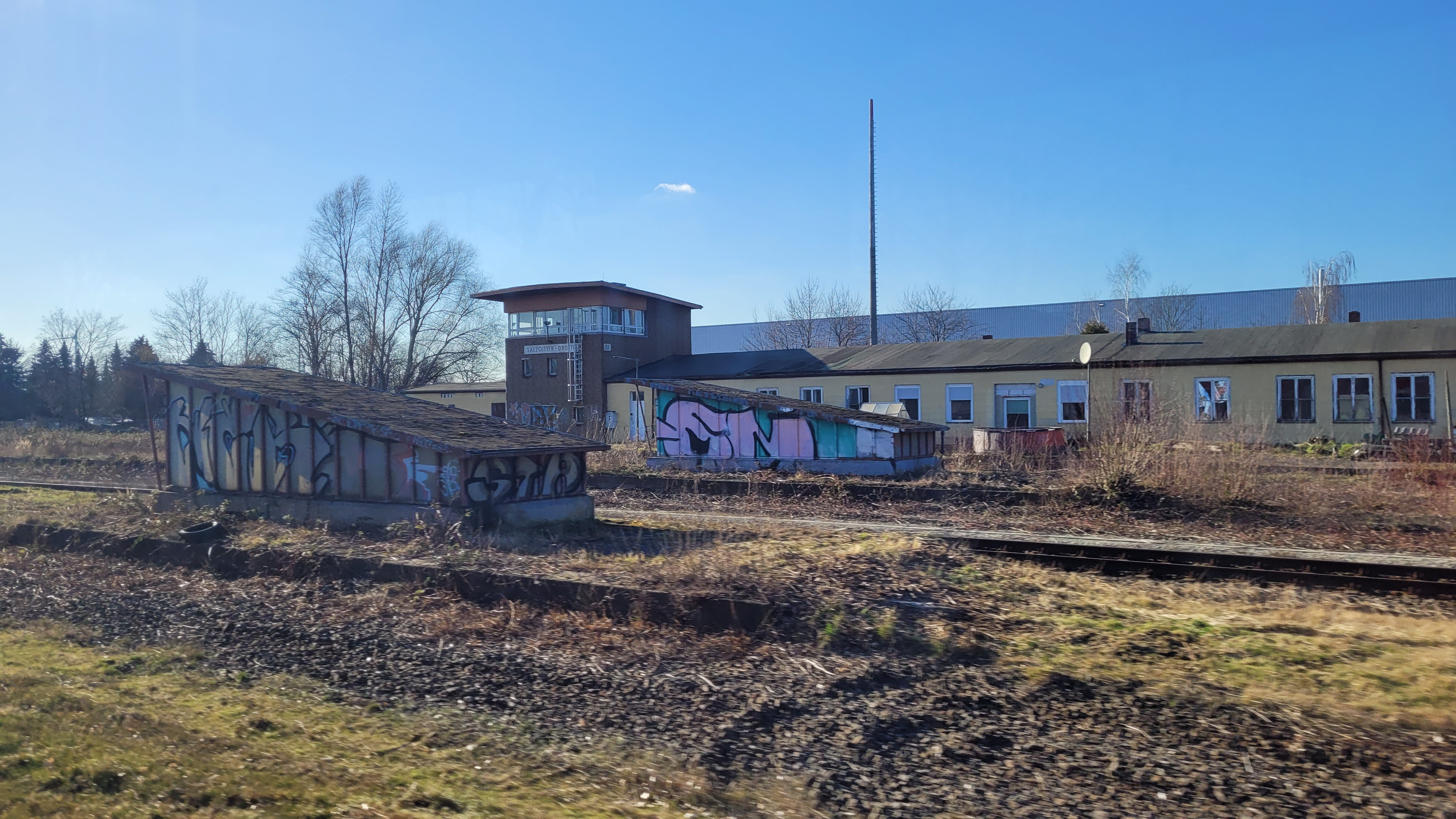
1958 eröffnetes Relaisstellwerk Df am Streckenbeginn im Betriebsbahnhof Salzgitter-Drütte

Der Abschnitt Lichtenberg–Derneburg wurde bereits im 19. Jahrhundert als Teil der Bahnstrecke Braunschweig Nord–Derneburg von der Braunschweigischen Landes-Eisenbahn-Gesellschaft gebaut und blieb in seiner Trassierung bis zur Entwidmung weitestgehend unverändert.
Mit der Gründung der Großwohnsiedlung Salzgitter-Lebenstedt und dem Rüstungsprojekt Reichswerke Hermann Göring (Stahlwerk Salzgitter u.A.) änderte sich die Siedlungsstruktur im bis dahin ländlichen Bereich südwestlich von Braunschweig grundlegend. Unmittelbar nördlich vom heutigen Haltepunkt Salzgitter-Immendorf existierte ab 1937 zunächst ein großer Übergabebahnhof, der unter anderem über eine Anschlussstrecke zur Bahnstrecke Groß Gleidingen–Wolfenbüttel angebunden war. Die Anschlussstrecke war in ihrer Trassierung mit einem heutigen Streckenabschnitt vergleichbar, stand aber in keinem Zusammenhang zur heutigen Strecke und wurde später abgebaut. Der heutige Endbahnhof Salzgitter-Drütte wurde unter dem Namen Immendorf am 3. Juli 1944 an der nicht durchgehend errichteten Bahnstrecke Leiferde–Salzgitter-Bad eröffnet.
In den frühen 1950er-Jahren führte die Bundesbahn den Bau einer Neubaustrecke vom Bahnhof Immendorf (heute Salzgitter-Drütte) zum Bahnhof Salzgitter-Lichtenberg durch. Dieser ersetzte den an Salzgitter-Lebenstedt vorbeiführenden Abschnitt der Bahnstrecke von Braunschweig nach Derneburg über Salder. Lebenstedt und Watenstedt wurden als Bahnhöfe gebaut. Bis Watenstedt, mit Anschluss der Hüttenwerke, wurde der Verkehr am 17. Mai 1953 aufgenommen, ab dem 28. November 1954 fuhren die Züge von dort über Lebenstedt nach Lichtenberg weiter. Ab dort nutzten sie weiterhin die alte BLE-Trasse. Die Altstrecke über Barum und Heerte verlor den Verkehr und diente allenfalls noch als Anschluss.

### Rückzug ab 1984
Die Verbindung hielt sich bis in die 1980er Jahre, wobei der Verkehr, insbesondere westlich von Lebenstedt, immer weiter zurückging. Unter Eisenbahnfreunden war die Strecke als einer der letzten Einsatzorte der Dieseltriebwagen der Baureihe VT 08 überregional bekannt.
Die Bundesbahn zog ihre Konsequenz und stellte zu Beginn des Sommerfahrplans am 2. Juni 1984 den Personenverkehr auf dem Abschnitt zwischen Lebenstedt und Derneburg ein. Gleichzeitig wurde auch der Güterverkehr zwischen Derneburg und Osterlinde aufgegeben. Am 31. März 1985 war auch mit dem Güterverkehr zwischen Lebenstedt und Osterlinde Schluss.
Der Abschnitt Derneburg–Lebenstedt ist inzwischen zum größten Teil abgebaut und überbaut. Östlich des Bosch-Werkes Salzgitter ist der alte Bahndamm samt Gleiskörper noch vorhanden und überbrückt mehrere Straßen und die Fuhse. Die Kattowitzer Straße in Lebenstedt wird untertunnelt, der Tunnel ist lediglich mit Gittern abgesperrt. Direkt am Bahnhof Lebenstedt, der nur noch ein Gleis hat, steht das Parkhaus des Bundesamtes für Strahlenschutz auf der Trasse, bei Lichtenberg wurde ein längeres Stück mit der Bundesautobahn 39 überbaut.
In Lebenstedt war geplant, die Strecke in das System der Regiostadtbahn Braunschweig zu integrieren. Die Dieselhybrid-Stadtbahnen wären dann vor dem jetzigen Endhaltepunkt auf eine neue Straßenbahntrasse gewechselt und näher zum Zentrum des Stadtteils gefahren. Die Stadtbahnlinie sollte von Salzgitter-Fredenberg zum Braunschweiger Nordbahnhof verkehren und dabei in Braunschweig über Stadtbahngleise durch die Innenstadt fahren. Dazu sollten einige Bahnhöfe bzw. Haltepunkte neu gebaut und die Anzahl der Züge auf diesem Streckenabschnitt gemäß dem dichteren Zugfolgetakt der Regiostadtbahn erhöht werden. Das gesamte Vorhaben sollte ursprünglich bis 2014 realisiert werden. Im Jahr 2010 scheiterte das Projekt, da durch deutlich gestiegene Fahrzeugbeschaffungskosten die Wirtschaftlichkeit des Konzeptes nicht mehr gegeben war.

## Betrieb
Die vollständig zum Verbundtarif Region Braunschweig gehörende Linie RB44 wurde bis Dezember 2014 im Zweistundentakt mit einzelnen Verstärkerzügen zur Hauptverkehrszeit betrieben. Auf dieser Linie wurden Triebwagen der Baureihe 628 von DB Regio aus Braunschweig eingesetzt. Über diese Strecke verläuft auch ein Teil der Linie RB46 Braunschweig Hbf – Herzberg auf der DB Regio seit Dezember 2005 Fahrzeuge der Baureihe 648 einsetzt. Im Rahmen der europaweiten Ausschreibung des Dieselnetzes Niedersachsen Südost (DINSO) erhielt die DB Regio den Zuschlag für das Los 1, welches auch die Regionalbahnen Braunschweig – Salzgitter-Lebenstedt und Braunschweig – Herzberg enthält. Das Unternehmen betreibt die Linien seit Dezember 2014 mit modernisierten LINT-41-Triebzügen für 15 Jahre weiter. 
Um die Attraktivität der Linien auch ohne Stadtbahn zu steigern, verfolgte der Zweckverband Großraum Braunschweig (ZGB) ab 2013 die Realisierung des „Regionalbahnkonzeptes 2014+“. Dieses sieht moderne Fahrzeuge und ein verbessertes Fahrplanangebot für die Regionalbahnlinie Braunschweig–Salzgitter-Lebenstedt vor. Mit der Betriebsaufnahme wurden einige Verbesserungen im Fahrplan umgesetzt. So verkehrt die Linie RB44 unter der Woche stündlich und die Betriebszeiten wurden verlängert.
Zum Fahrplanwechsel im Dezember 2017 erfolgte eine weitere Verdichtung des Angebots von Montag bis Freitag durch die zusätzlich verkehrende Linie RB48, die nicht in Immendorf und Watenstedt hält. Seitdem kommen auch redesignte LINT-27-Triebwagen zum Einsatz. Am Wochenende verkehren Züge des Typs LINT 41. Ein echter Halbstundentakt mit Halt an allen Stationen ist derzeit nicht möglich, da sich Züge im Abschnitt Drütte – Lebenstedt nicht kreuzen können und die Fahrzeit mit Wende in Lebenstedt sonst zu lang ist, um diesen Abschnitt pünktlich für den nächsten Zug wieder freizugeben.
Am Wochenende ist die RB44 am Braunschweiger Hauptbahnhof mit der RB45 Braunschweig – Schöppenstedt verknüpft. Züge aus Salzgitter fahren somit weiter nach Schöppenstedt und umgekehrt. Durch diese Maßnahme entfällt die 55-minütige Wendezeit der RB45 und es lässt sich ein Umlauf einsparen.

## Planung

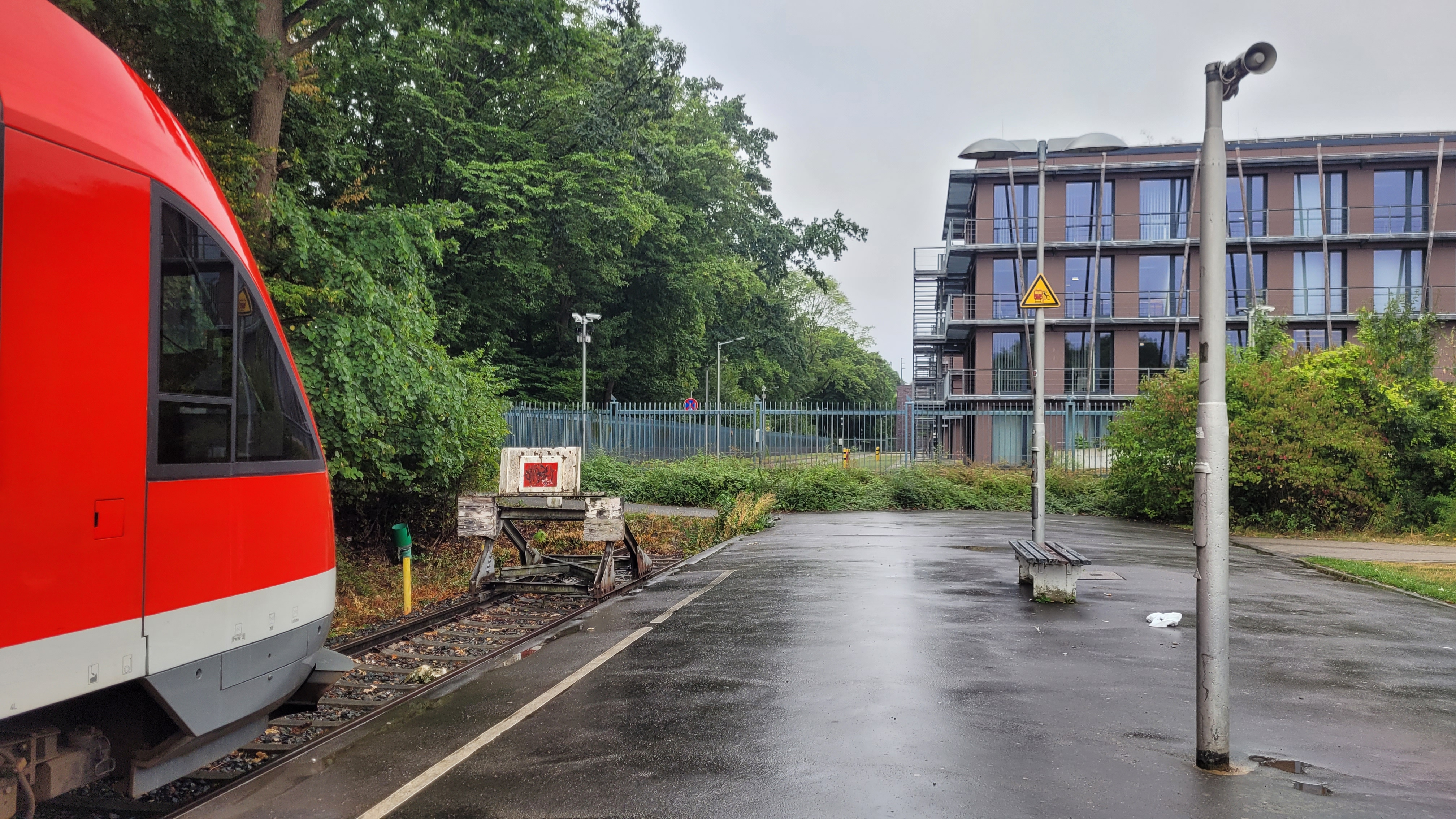
Bisheriges Streckenende in SZ-Lebenstedt (2022)

Im Zuge der Planungen des niedersächsischen Wirtschaftsministeriums zur Reaktivierung von Eisenbahnstrecken im Personenverkehr erreichte die Verlängerung des Verkehrs von Salzgitter-Lebenstedt bis zu einem neu zu bauenden Haltepunkt Salzgitter-Fredenberg das beste Ergebnis. Die Nutzen-Kosten-Analyse ergab einen Wert von 1,82. Der Zweckverband Großraum Braunschweig (ZGB) gab im März 2017 zunächst bekannt, dass durch eigene Untersuchungen erhebliche Mehrkosten sowie lediglich 280 Fahrgäste, von denen nur 70 bis Braunschweig fahren, für diesen Abschnitt ermittelt wurden. Der ZGB sah daher zu diesem Zeitpunkt von dem Beginn von Reaktivierungsplanungen ab. Die Priorität wurde stattdessen auf die Einführung des 30-Minuten-Takts und der Herstellung der Barrierefreiheit am Haltepunkt SZ-Lebenstedt gesetzt.
Im Mai 2021 beschloss die Verbandsversammlung des Regionalverbands Großraum Braunschweig offiziell, die Planungsarbeit zur Reaktivierung des Abschnitts SZ-Lebenstedt – SZ-Fredenberg wieder aufzunehmen. Zusätzlich zur 2017 abgelehnten Planung soll auch ein weiterer Neubau bis zum Boschwerk (Endhaltepunkt Salzgitter-Lichtenberg) überprüft werden. 2023 wurden die Infrastrukturkosten (Reaktivierung SZ-Lebenstedt – SZ-Lichtenberg, Neubau der Station SZ-Watenstedt als Kreuzungsbahnhof) für die Verlängerung auf rund 18 Millionen Euro geschätzt. Bis 2025 wurde für das Vorhaben ein Nutzen-Kosten-Verhältnis von über 1 und damit eine Förderfähigkeit durch das Gemeindeverkehrsfinanzierungsgesetz ermittelt.
Im Jahr 2021 wurde die Elektrifizierung der Strecke als zu förderndes Vorhaben im Rahmen des Gemeindeverkehrsfinanzierungsgesetzes angemeldet.